# Tugan Sochiev
Tugan Tajmurazovič Sochiev (in russo Туган Таймуразович Сохиев? , in osseto: Сохиты Таймуразы фырт Тугъан; Ordžonikidze, 22 ottobre 1977) è un direttore d'orchestra russo  di etnia osseta.
Insignito del titolo di Artista del Popolo della Repubblica di Ossezia Settentrionale-Alania, dal 2014 al 2022 è stato il direttore musicale del Teatro Bol'šoj di Mosca.

## Biografia
Dall'età di sette anni ha iniziato a studiare fisarmonica osseta, mentre dieci anni più tardi si è iscritto all'Istituto musicale di Vladikavkaz nella classe di direzione. Dal 1997 ha frequentato il Conservatorio di San Pietroburgo, debuttando alla direzione in un allestimento della Bohème in Islanda.
Ha diretto la Welsh National Opera, l'Orchestre national du Capitole de Toulouse e la Deutsches Symphonie Orchester Berlin. Nel gennaio 2014 è stato nominato direttore d'orchestra principale e direttore musicale del Teatro Bol'šoj, dove ha curato personalmente l'allestimento della Carmen di Bizet (regia di Aleksej Borodin), della Katerina Izmajlova di Šostakovič e della Dannazione di Faust di Berlioz.